# Ralph Garman
Ralph Garman (nascido em 17 novembro de 1964) é um ator, comediante e apresentador de rádio estadunidense mais conhecida pela série The Joe Schmo Show, e por seu trabalho de dublagem em Family Guy.

## Filmografia
| Ano  | Filmes                           | Personagens     | Notas      |
| ---- | -------------------------------- | --------------- | ---------- |
| 1988 | What Price Victory               |                 |            |
| 1997 | Chimp Lips Theater               |                 | (Dublagem) |
| 1998 | Gotcha                           |                 | (Voz)      |
| 2000 | Digimon: The Movie               | Newsman         | (Voz)      |
| 2005 | Stewie Griffin: The Untold Story |                 | (Voz)      |
| 2005 | Two for the Money                | Reggie          |            |
| 2006 | The Other Mall                   | Bil Travis      |            |
| 2006 | Deceit                           | Police Sargeant |            |
| 2008 | Eagle Eye                        | Newscaster      |            |
| 2009 | This Monday                      | Steve           |            |
| 2010 | Sharktopus                       | Captain Jack    |            |
| 2011 | Red State                        | Caleb           |            |
| 2012 | Ted                              | Steve Bennett   |            |

| Ano       | Nome                                            | Personagens                | Notas                                             |
| --------- | ----------------------------------------------- | -------------------------- | ------------------------------------------------- |
| 1987      | ABC Afterschool Specials                        | Kronke                     | Episódio: Class Act: A Teacher's Story            |
| 1992      | Doogie Howser, M.D.                             | Brian                      | Episode: Nothing Compares 2 U                     |
| 1998      | Sexcetera                                       |                            |                                                   |
| 1999      | Comedy Central's Canned Ham: The Dr. Evil Story | Narrator                   |                                                   |
| 2000      | Charmed                                         | D.J.                       | Episódio: The Devil's Music                       |
| 2000–2002 | E! True Hollywood Story                         | Himself                    | Episódio: Ginger Lynn                             |
| 2001–2005 | NYPD Blue                                       | Officer Gruden             | 9 Episódios                                       |
| 2001–     | Family Guy                                      | Varios Personagens         | 56 Episódios                                      |
| 2002      | Strong Medicine                                 | Dratch                     | Episódio: Precautions                             |
| 2003–2004 | The Joe Schmo Show                              | Ele Mesmo                  | 18 Episódios                                      |
| 2005      | American Dad!                                   | Hazmat Guy                 | Episódio: Threat Levels                           |
| 2006      | Celebrity Deathmatch                            | Adam West                  |                                                   |
| 2006      | Living in TV Land                               | Ele Mesmo                  | Episódio: Adam West                               |
| 2006      | Kathy Griffin: My Life on the D-List            | Ele Mesmo                  | Episódio: Puppy Chaos                             |
| 2006      | Justice League Heroes                           | Green Arrow                | (Video Game), (Voz)                               |
| 2006      | 20 to 1                                         | Ele Mesmo                  | Episódio: Hoaxes, Cheats and Liars                |
| 2008-2009 | 10 Items or Less                                | Charles Kliphouse          |                                                   |
| 2008-2009 | Seth MacFarlane's Cavalcade of Cartoon Comedy   | Varios Personagens         | Episódio: Things You Never Hear                   |
| 2009      | Born Hye: The Armenian Comedian Story           | Ele Mesmo                  |                                                   |
| 2009      | Titan Maximum                                   | Bud Freewell               | Episódio: One Billion Dead Grandparents           |
| 2010      | Sharktopus                                      | Captain Jack               |                                                   |
| 2011      | House MD                                        | Bobby                      |                                                   |
| 2011-2012 | MAD                                             |                            |                                                   |
| 2012      | Bones                                           | Morgan Donnelly (dead guy) | 8temporada: 8, Episódio> 8: "The But in the Joke" |
| 2013      | The Joe Schmo Show                              |                            | 10 Episódios                                      |

### Ligações Externas
- Ralph Garman. no IMDb.
- SModcast Babble-on Podcast